# Saint-Barthélemy-d'Anjou
Saint-Barthélemy-d'Anjou là một xã thuộc tỉnh Maine-et-Loire trong vùng Pays de la Loire phía tây nước Pháp. Xã này nằm ở khu vực có độ cao trung bình 44 mét trên mực nước biển.